# Кротова змія
Кротова змія (Pseudaspis cana) — єдиний представник роду неотруйних змій кротова змія родини Lamprophiidae. Інша назва «несправжній аспід». Лише з 1893 «Pseudaspis» визначено як окремий рід.

## Опис
Загальна довжина досягає 2 м; голова не ширше тулуба. Тіло кремезне. Ніс трохи «гачком». Луска зазвичай гладка. Забарвлення дорослих змій може бути гладко-чорним, коричневим або червоним, дуже рідко з плямами. Молоді особини завжди плямисті.

## Спосіб життя
Полюбляє луки, чагарники, напівпустелі, гірські місцини. Тяжіє до будинків й ферм, люди не перешкоджають цьому з огляду на те, що ця змія відлякує хижаків. Харчується переважно златокротовими, мишоподібними, а також яйцями морських птахів.
Це живородна змія. Самиця народжує 25—40 особин, вкрай рідко 100, довжиною 20—30 см.

## Розповсюдження
Мешкає в Анголі, Намібії, Ботсвані, Зімбабве, Замбії, Кенії, Уганді, Демократичній республіці Конго, Руанді, Бурунді, Малаві, Танзанії, Мозамбіку, Свазиленді, Південно-Африканській Республіці.